# Symbrenthia sinisalis
Symbrenthia sinisalis är en fjärilsart som beskrevs av De Nicéville 1891. Symbrenthia sinisalis ingår i släktet Symbrenthia och familjen praktfjärilar. Inga underarter finns listade i Catalogue of Life.